# Actinoscyphia plebeia
Actinoscyphia plebeia är en havsanemonart som först beskrevs av McMurrich 1893.  Actinoscyphia plebeia ingår i släktet Actinoscyphia och familjen Actinoscyphiidae. Inga underarter finns listade i Catalogue of Life.